# Lythrurus matutinus
Lythrurus matutinus és una espècie de peix cipriniforme de la família dels ciprínids.

## Morfologia
Els mascles poden assolir els 8,6 cm de longitud total.

## Distribució geogràfica
Es troba a Carolina del Nord (Estats Units).